# Andover (Hampshire)
Andover – miasto i civil parish w południowej Anglii (Wielka Brytania), w hrabstwie Hampshire, w dystrykcie Test Valley. Miasto położone jest nad rzeką Anton, 30 km na zachód od Basingstoke, 30 km na północny zachód od Winchester i 40 km na północ od Southampton. W 2001 roku miasto liczyło 37 955 mieszkańców. W 2011 roku civil parish liczyła 38 290 mieszkańców.

## Historia

### Wczesna historia
Pierwszy raz w historii Andover pojawia się w 950 r. jako miejsce, w którym król Edred Saski wybudował swoją leśniczówkę. W tejże leśniczówce w 962 r. król Edgar zwołał spotkanie saskiego parlamentu (Witenagemot).
Ważniejszym wydarzeniem był chrzest króla wikingów Olafa (sprzymierzeńca króla Danii, Swenem Widłobrodym) w 994 r. w tutejszym kościele. Nie możemy w pełni określić tożsamości Olafa. Pod jego imieniem mogły ukrywać się dwie różne postaci historyczne: Olav Tryggvason bądź Olof Skötkonung.
Olav Tryggvason został królem Norwegii w 995 r. Do końca swojego życia (1000 r.) starał się nawrócić Norwegów na chrześcijaństwo.
Olof Skötkonung podobnie jak Olav Trygvason w Norwegii, ok. 995 r. został pierwszym chrześcijańskim królem Szwecji. Od 995 r., przy wsparciu Anglików zaczął bić pierwsze szwedzkie monety.
Pod koniec XI w. Andover zamieszkiwało 107 mężczyzn, przy całkowitej liczbie 500 mieszkańców. Była to dość wielka osada jak na ówczesne standardy (większość wiosek liczyło sobie 100–150 mieszkańców). Andover posiadało sześć młynów wodnych, mielących ziarno na mąkę.
Andover zostało wspomniane w Domesday Book (1086) jako Andovere.
W 1175 r. król Ryszard I sprzedał Andover przywilej, tworząc stowarzyszenie handlowe, skupiające władze miasta. Członkowie wybierali dwóch urzędników, nazywanych administratorami majątku ziemskiego, którzy zarządzali miastem. W 1201 r. król Jan I dał tutejszym handlarzom prawo do samodzielnego zbierania królewskich podatków. W 1256 r. król Henryk III umożliwił obywatelom miasta zbudowanie sądu, w którym mieli karać przestępców za wykroczenia popełnione w Andover. Miasto miało także swoich posłów do parlamentu w 1295 r. i latach 1302–1307. Miasto przetrwało dwa poważne pożary w 1141 i 1435 r.
Andover nadal pozostawało małym miastem targowym, w którym przetwórstwo wełny stanowiło najważniejszą gałąź przemysłu. Przypominają o tym nazwy dzisiejszych ulic, w okolicy zwanej „Sheep Fair” (ang. Owczy Targ). Każdego roku odbywały się tutaj targi, a sam rynek otwarty był codziennie.
Poza Kościołem Świętej Maryi, miasto posiadało prowadzony przez mnichów szpital św. Jana Chrzciciela oraz klasztor, a także dom dla trędowatych imienia św. Marii Magdaleny. W 1538 r. w czasie wielkiej reformacji, Henryk VIII, który stworzył anglikanizm, zamknął ten właśnie klasztor i szpital. W 1571 r. została założona darmowa szkoła dla chłopców, która z czasem stała się Liceum Ogólnokształcącym w Andover (Andover Grammar School), a dziś znamy ją pod nazwą John Hanson Community School. Przemianowano ją po zburzeniu i przeniesieniu bliżej dwóch pozostałych szkół podstawowych w mieście. Miejsce, w którym mieściło się wcześniej John Hanson Community School, teraz jest dzielnicą mieszkaniową.
W 1599 r. Andover otrzymało nowy przywilej od królowej Elżbiety I. Zmieniła ona stowarzyszenie handlowe w prawdziwą korporację. Liczba jarmarków zwiększyła się z jednego aż do trzech rocznie. Podobnie jak inne miasta, Andover ucierpiało z powodu epidemii, które wybuchały w latach 1603–1605, 1625–1626 i w roku 1636.

### XVIII i XIX wiek
W XVIII w., leżące na głównej drodze Exeter – Salisbury – Londyn Andover stało się ważnym punktem na drogach dyliżansów (każdego dnia przez miasto przejeżdżało ponad 30 dyliżansów). W 1789 r. został otwarty kanał do Southampton. Nie uzyskał on jednak większego ekonomicznego znaczenia i został zamknięty w 1859 r. Andover zostało połączone z Salisbury, Basingstoke, a zatem także z Londynem dzięki otwartej 3 lipca 1854 r. stacji węzłowej. Miasto było połączone także z Southampton linią kolejową, poprowadzoną na miejscu byłego kanału. Została ona zamknięta w 1964 r. Ziemia wraz z przyległą gazownią miejską i P. M. Coombes woodyards zostały sprzedane TSB Trust Company, które wybudowało na ich miejscu swoją centralną siedzibę.
W XIX w. miasto wzbogaciło się o teatr (1803 r.), gazowe oświetlenie uliczne (1838 r.), straż pożarną i wiejski szpital (1877 r.), basen (otwarty w 1885 r.) oraz teren rekreacyjny otworzony przez Common Acre w 1887 r. By doprowadzać wodę do miasta, w 1875 r. powstały wodociągi. System kanalizacyjny został wybudowany w latach 1899-1902. W 1897 r. została otworzona biblioteka publiczna.
Pomimo polepszenia się warunków w mieście, w 1845 r. wybuchł głośny skandal związany z warunkami życiowymi lokatorów przytułków, prowadzący pośrednio do zreformowania ustawy o Poor Law. Miasto było jednym z okręgów zreformowanych przez ustawę o reformie miast z roku 1835 (Municipal Reform Act 1835).
W 1846 r. Andover zwróciło uwagę publiczną dzięki przedstawieniu dochodzeń w sprawie warunków życia w miejscowym przytułku. Skandal w przytułku w Andover ukazał złe traktowanie mieszkańców przytułków przez ich opiekunów, tj. bicie czy wykorzystywanie seksualne.
Przemysł wełniany podupadł, lecz mimo to nadal powstawały nowe zakłady przemysłowe. W Anna Valley otwarty został w 1809 r. zakład Taskers Iron Works. Wiele urządzeń produkowanych przez Taskers można zobaczyć w Milestones Museum w Basingstoke.

### Historia współczesna
Obecnie największym pracodawcą w mieście jest Ministerstwo Obrony. Podczas pierwszej wojny światowej, na północ od miasta na lotnisku Andover, został otwarty RAF Andover. Stał się on miejscem RAF Staff College. Podczas drugiej wojny światowej mieściły się tam kwatery główne RAF Maintenance Command, które zajęły unikatowe miejsce w brytyjskiej historii jako pierwsza helikopterowa jednostka. Helicopter Training School została tutaj założona w styczniu 1945 r.
Lotnisko nie jest już w użyciu, choć RAF zachowuje swoje połączenia z tym obszarem poprzez 1213 (Andover) Squadron z Air Training Corps. Po odejściu z Andover RAF, na jej miejsce wprowadziła się Logistics Executive (Army). Stało się to później kwaterą główną szefa służby kwatermistrzowskiej (Quartermaster General), który był odpowiedzialny za Army Logistics. W 2001 r. założona została Organizacja Obrony Logistycznej (Defence Logistics Organisation), a Andover stało się jednym z jej głównych siedzib.
Według nowych planów zagospodarowania terenu pod miastem ulokowany został pojedynczy oddział dowództwa armii, zastępując te będące w Wilton i Upavon. Centrum Kapelańskie Sił Zbrojnych (The Armed Forces Chaplaincy Centre) mieści się w Amport House, jako centrum Korpusu Powietrznego Armii Stanów Zjednoczonych (Army Air Corps) i Muzeum Lotnictwa Wojskowego w Middle Wallop (lokalna nazwa środkowej części hrabstwa Hampshire).
W 1932 r. do Andover przenieśli się drukarze pracujący dla Kelly’s Directory, dzięki czemu w Andover zaczęło wykorzystywać nową gałąź przemysłu. Powoli miasto rosło i w roku 1960 liczba jego ludności wynosiła 17 tys. mieszkańców.
W 1955 r. rada miasta zdecydowała o dodaniu fluorku do wody pitnej, który poprawi zdrowie zębów mieszkańców Andover. Wkrótce spowodowało to wściekły odzew publiki i zaczęła się ostra kampania przeciwko fluoryzacji. Podczas lokalnych wyborów w 1958 r. wygrali kandydaci opowiadający się przeciwko fluoryzacji, co doprowadziło do zejścia ze stanowisk wielu ówczesnych przedstawicieli miasta i pomysł ostatecznie nie został zrealizowany.
W 1960 r. rada miejska dostała propozycję deglomeracji Andover od Wielkiej Rady Londyńskiej (Greater London Council). Zmuszało to miasto do budowania domów i zakładów przemysłowych daleko od zatłoczonego centrum miasta, na jego pograniczach. Niektórzy utrzymują, iż stara rada gminy miejskiej uważała, że nie powinno być to przyjęte. Ale zostało i w 1961 r. plan został sporządzony, by do 1982 r. zwiększyć populację do ok. 47 tys. mieszkańców, wraz z wybudowaniem 9 tys. nowych domów. 
Pierwsze nowe mieszkania władz samorządowych były gotowe w 1964 r. i do 1981 r. liczba ludności wzrosła do 51 tys. Została zbudowana obwodnica, dzielnica przemysłowa i zlokalizowane w centrum miasta nowe centrum handlowe, nazywane Chantry Centre. Wszystko to doprowadziło do kompletnej zmiany charakteru miasta. Głównymi zakładami przemysłowymi są: Twinings – firma zajmująca się produkcją kawy i herbaty, Ducal Pine Furniture (do 2003 r.), Thompson International Publishers, instytucje finansowe tj. Simply Health (wcześniej HSA), Scottish Widows Lloyds TSB oraz Stannah Stairlifts, którego siedziba dyrekcji znajduje się w mieście. Rada miasta planuje modernizację części starego lotniska dla przemysłu lekkiego.
Nowe mieszkania władz samorządowych okazały się źle wybudowane. Wydawało się, że lokalna rada będzie musiała zapłacić olbrzymi rachunek za przebudowę, lecz po wstąpieniu na drogę sądową przeciw Wielkiej Radzie Londyńskiej (GLC), w tej sprawie osiągnięto porozumienie. Warunkiem było zapłacenie przez GLC wielkiej sumy pieniędzy lokalnej radzie, która zaczęła program renowacji domów, zakończony w 1995 r. 
Rada miejska i wiejska miasta Andover zostały zniesione w 1974 roku i zastąpione przez radę dystryktu Test Valley, w którego skład wchodziła ziemia aż do obrzeży Southampton na południu. Andover według niektórych pomiarów nadal stoi na granicy pomiędzy miastem a wsią. Dzisiaj liczba ludności Andover wynosi ponad 52 tys. mieszkańców i jest jednym z czterech najbardziej rozwijających się terenów w Hampshire, znanego z wysokiego wzrostu tempa budownictwa mieszkaniowego. Plany zakładają wybudowanie 2,5 tys. domów na północnym wschodzie miasta.
Miejscowe muzeum zlokalizowane w budynku starego liceum ogólnokształcącego, powiększyło się o muzeum epoki żelaza w 1986 r., które zawiera w swoich zbiorach odkrycia z wykopalisk w pobliżu fortu Danebury Hill. W 2002 r. w Andover pojawiła się sieć pierwszych autobusów „cango”. Infrastruktura wypoczynkowa ciągle jest udoskonalana. Rada odnowiła audytorium tutejszej uczelni, zamieniając je na “Lights” – nowe centrum rozrywki. Nowe kino z czterema ekranami jest budowane nad supermarketem (ma zostać oddane do użytku w lipcu 2008 r.).

### Młyny i młynarstwo
Młyny wodne były ważną częścią historii Andover. Najwcześniejszy zapis o młynach wodnych w Andover pochodzi z Domesday Book z 1086 r. Jest tam mowa o jedenastu młynach. 

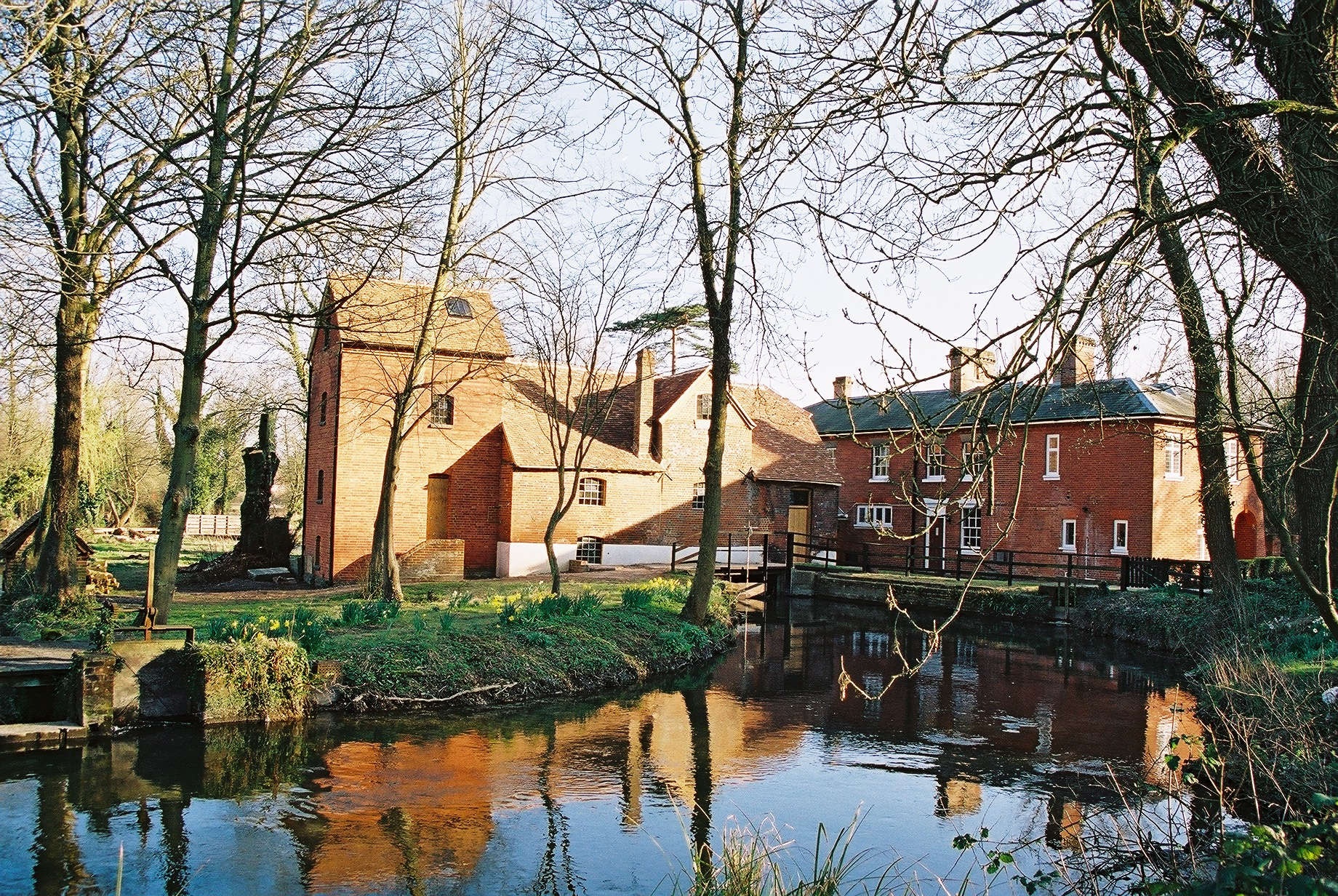
Młyn Rocksbury

Rocksbury Mill jest jednym z niewielu istniejących do dziś młynów w Andover. Nazwa tego budynku po raz pierwszy pojawia się w XVII w. Funkcjonujący jako młyn do produkcji mąki miał wielu właścicieli. Mielenia zaprzestano w początkach XX w., po czym budynek zaczął być używany do innych celów, m.in. jako mały teatr. Rada dystryktu Test Valley sprzedała budynek w 2002 r., krótko po tym jak został zniszczony przez podpalenie. Nowi właściciele: Anthony i Sarah de Sigley, zrekonstruowali budynek w 2003 r., odbudowując wiele starej, oryginalnej konstrukcji.

## Ludzie związani z Andover
Nigel Spackman – piłkarz, rozpoczął swoją karierę w Andover. Osiągnął swój piłkarski szczyt zdobywając w barwach Liverpoolu angielskie Football League Championship, a także wraz z Rangers F.C. Puchar Szkocji i Szkockie Premier League. Od czasu przejścia na emeryturę zajął się kierowaniem klubami piłkarskimi, dodatkowo został komentatorem meczów transmitowanych przez telewizję.
Drugim piłkarzem pochodzącym z Andover był Bill Rawlings. Dołączył on w 1919 r. do drużyny Southampton. W sumie podczas 327 występów w lidze w barwach Southampton, strzelił 175 bramek (stając się trzecim rekordowym królem strzelców za Mickiem Channonem i Matthew Le Tissier). Reprezentował także swój kraj w dwóch kolejnych meczach z Walią i Szkocją w 1922 r. Grał również w zespole Manchester United i w Port Vale.
Lucinda Green – urodzona w 1953 roku w Andover mistrzyni w jeździectwie, dziennikarka; zdobyła srebrny medal w Letnich Igrzyskach Olimpijskich w Los Angeles (1984 r.) i dwa tytuły mistrzyni świata.
Ronny Bond, Pete Staples i Reg Presley z zespołu rockowego „The Troggs”, których piosenki tj. „Wild Thing” czy „Love Is All Around” znalazły się na najwyższych szczeblach list muzycznych w Wielkiej Brytanii i Stanów Zjednoczonych, wszyscy pochodzili z Andover.
Dziewiętnastowieczny wykładowca, chirurg, dyrektor szpitala św. Bartłomieja William Morrant Baker także urodził się w Andover. Opisał on torbiel Bakera.

## Miasta partnerskie
- Redon
- Goch